# Stora Katrinelund
Stora Katrinelund är ett landeri i Burgårdsparken i nuvarande stadsdelen Heden i Göteborg, precis öster om Katrinelundsgymnasiet, med anor från 1600-talet. Landeriet ägs och förvaltas av det helägda kommunala fastighetsbolaget Higab sedan 1991.
Stora Katrinelund blev byggnadsminne den 21 december 1973.

## Beskrivning

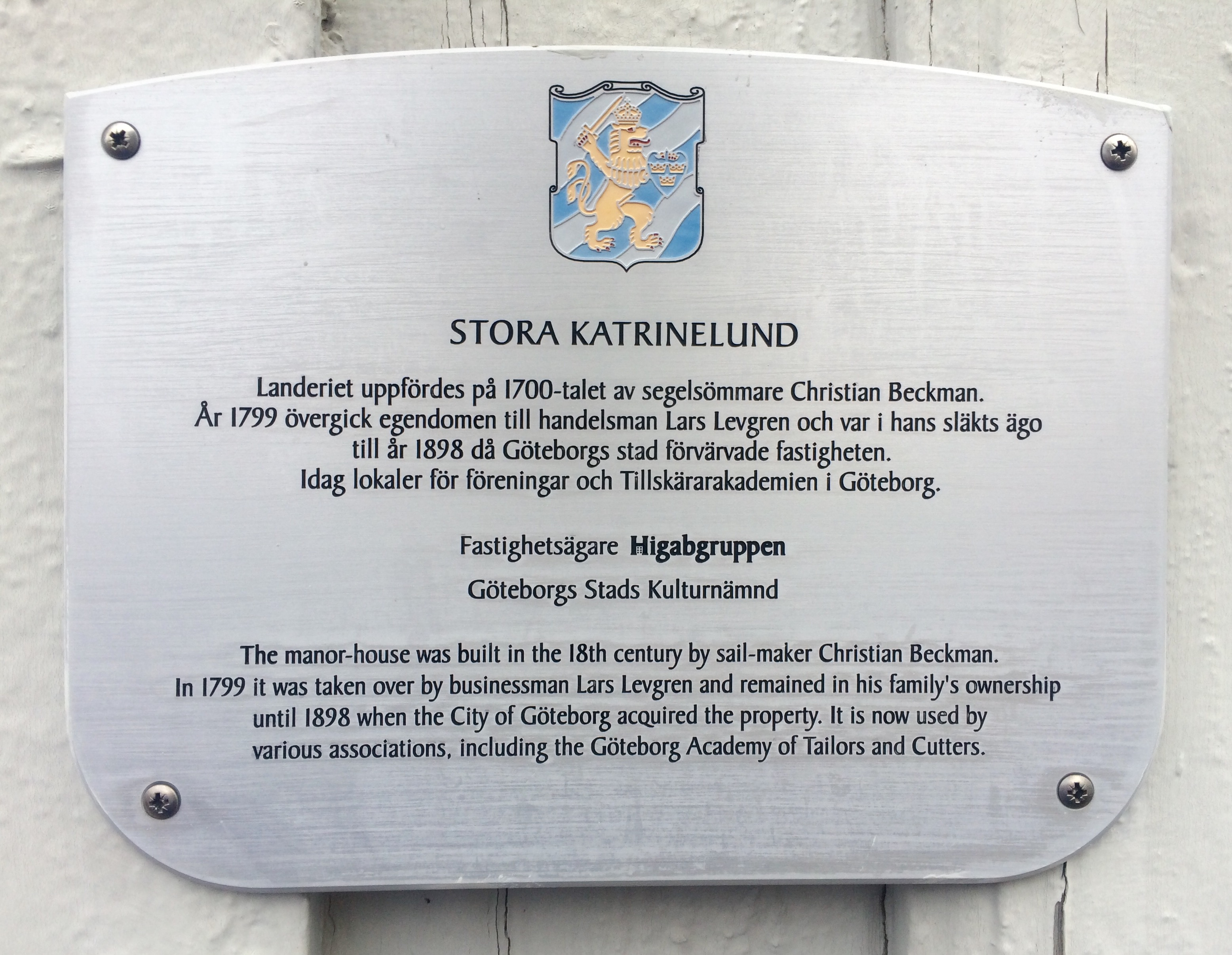
Informationsplakett uppsatt bredvid entrédörren. Plaketten sattes upp som en del av Göteborgs stads kulturnämnds "Projekt Husmärkning" åren 2000–2001 med drygt hundra skyltar.

Stora Katrinelund består av ett stort före detta bostadshus, två flygelbyggnader, tidigare spannmålsmagasin, före detta vattenreservoar samt alléer, trädgård och en relativt stor park. Stråket längs Skånegatan omfattar bland annat skolor i utkanten av Stora Katrinelunds park. De flesta är friliggande byggnader med tegelfasader. Vid entrén till anläggningen finns äldre smidesgrindar med höga grindstolpar i sten. Den grusade gången kantas av klippta popplar. Huvudbyggnaden flankeras av två envånings flygelbyggnader i trä som ramar in gårdsplanen. 
Från planen leder trappor upp till parken. I parkens västra del ligger ett spannmålsmagasin, som står på stolpar. En rund vattenreservoir i korsvirke finns öster om stigen, som leder genom landerianläggningen. Trädgården sluttar mot öster och Mölndalsån. Strax nedanför höjden finns en oval träningsbana anlagd. Mölndalsån rinner förbi öster om den tidigare trädgårdsnläggningen. Nya Ullevi och Fattighusån gränsar till landeriet i norr.
Flera av byggnaderna som hörde till landeriet står kvar, men jordbruksmarken omvandlades under 1900-talet till bebyggelse, bland annat Nya Ullevi och Gamla Ullevi (Tegelbruksängen) samt Valhalla IP. Närmaste granne i söder var Jan de Bur, som givit namn åt landeriet Södra Burgården. Huvudbyggnaden är ett cirka 30 meter långt tvåvåningshus, uppfört av liggande timmer under senare halvan av 1700-talet. Huset har 13 rum, varav stora salen uppvisar intressanta väggmålningar. 
År 1923 beskrevs fastigheten så här: "Väggarna äro utvändigt brädfodrade med profilerade locklister över skarvarna. Målningen är utförd i gråbrun oljefärg. Mellanväggarna och hörnens knutskallar äro pilasterlikt inklädda samt indela fasaden i fem fält. Yttertaket är sadelformigt och täckt med rött enkupigt tegel. Fönstren äro rektangulära och med träspröjsar indelade i sex rutor samt hava ett enkelt profilerat foder — något rikare i bottenvåningen än i den övre. På huvudfasaden finnas trenne portar, av vilka den vänstra leder till köksdepartementet, den högra till en bod samt den mellersta är huvudentrén. Samtliga ha rektangulära dubbeldörrar med liknande profilering. Huvudentrén dock rikare utbildad samt flankerad av tvenne smala fönster med tre rutor. Liknande finnas över dessa även i övre våningen."  

## Historia
Landeriets förste kände brukare var bryggaren och borgaren Michel Gerritsson, 1638–1654. I ett sammandrag av stadens räkenskaper för åren 1624–1636 uppräknas de olika landerierna, och under beteckningen "unterschiedlich Landereyen" nämns bland andra det till storleken femte landeriet "Ett stycke land vid Jan de Buurs landeri, omfattande 2 morgen, arrenderat av Michel Brauwer 1625–1630 för 4 d. k. m. för morgen, men 1630–1636 för 21/2 rdlr." Michel Brauwer var sannolikt identisk med bryggaren Michel Gerritsson.  
Han efterträddes 1655 av Giert Mickelsson — förmodligen hans son — som innehade egendomen till 1658, efter vilken det länge fick heta "Giert Mickelssons land". Åren 1658–1674 var Adam Herwegh landeriets ägare, och därefter konduktören och stadsmajoren (1646–1675) Johan dee König, som redan 1678 efterträddes av Johan von Minden. År 1683 blev rådman Volrath Tham ägare av landerimarken, och landeriet tycks då ha börjat få en större betydelse. Det började nu användas som sommarbostad och trädgården växte ut med odlingar av förutom fruktträd även tobak, humle och vindruvor. Det var också nu som bebyggelsen av området måste ha börjat, då det på en karta från 1696 anges att på detta landeri "... är ett wählbyggt huus med Trägårdh". 
Vid Thams död år 1700, övertogs landeriet av hans änka och efter hennes död av hennes arvingar. En av dessa, rådman Gerhard von Öltkens änka, född Tham, blev 1726 ägare av landeriet, men överlät det redan följande år på överdirektören Nils Eld. Dennes änka övertog Stora Katrinelund till en bit in på 1750-talet, då det övergick till handlanden Gustaf Cahman, som avled 1755 och då lämnade sin änka besittningsrätten. I bouppteckningen från 1748 efter Nils Eld värderas Stora Katrinelund till 1 500 riksdaler silvermynt. 
År 1773 köpte superkargören Volrat Tham besittningsrätten till landeriet, och vid hans död 1782 övergick den till segelsömmaren Christian Beckman. I hans bouppteckning 1798 upptas också "Landeriet Cathrinaelund, tillika med det så kallade Normanska Plantaget, utgörande tillsammans Nitton Tunneland, jämte 2:ne Tunneland härintill af Staden arrenderade på 30 år, beläget utom Kongs Porten i 12 Roten Sub. N:o 56 & 57 med thertil hörande Manhus och Ladugård, samt flera härpå upförde åbyggnåder, uptages i wärde til 6 000 Rdr". Efter Beckmans död 1799 köptes besittningsrätten till Stora Katrinelund av handlanden Lars Levgren (1744–1824), i vars släkt landeriet blev kvar till 1897, då det inlöstes av Göteborgs stad, tillsammans med Norra Burgården (inlöst först 1904) för 130 000 kronor. Anders Georg Levgren (1788–1857) lät odla tobak på den mark som sedan kallades Levgrens äng (tidigare Tegelbruksängen), platsen där Nya Ullevi uppfördes 1958.